# Llista de comtats d'Oklahoma
L'estat estatunidenc d'Oklahoma té setanta-set comtats. Oklahoma és el vintè estat amb més superfície i dissetè en nombre de comtats, entre Mississipi amb vuitanta-dos comtats i Arkansas amb setanta-cinc comtats.
Oklahoma tenia originalment set comtats quan estava organitzat com al Territori d'Oklahoma. Aquests comtats estan designats numèricament, de l'u al set. Comtats nous creats després d'aquests set eren designats per les lletres de l'alfabet. Els primers set comtats van ser després reanomenats. La Convenció Constitucional d'Oklahoma va anomenar tots els comtats que van ser creats quan Oklahoma esdevingué estat estatunidenc el 1907. Només dos comtats es van formar des d'aleshores.
Segons la Constitució d'Oklahoma, un comtat es pot desorganitzar si la suma de tot amb valor monetari és menys de dos milions cinc-cents mil dòlars. Si això passa, s'ha de firmar una petició per un quart de la població i després una votació tindria lloc. Si la majoria vota per la dissolució del comtat, el comtat es combina amb un comtat adjacent amb menys valor propietat monetària.
El codi Federal Information Processing Standard (FIPS), el qual és utilitzat pel govern dels Estats Units per identificar comtats, és a cada comtat. El codi FIPS de cada comtat enllaça a dades del cens per aquell comtat.
La superfície de cada comtat és comtat terreny, i no inclou la superfície d'aigua del comtat.
L'abreviació postal d'Oklahoma és OK i el seu codi FIPS d'estat és 40.

## Llista
| Comtat       | Codi FIPS | Seu del comtat | Establiment              | Origen                                                              | Etimologia | Població  | Superfície                                          | Mapa                                              |
| ------------ | --------- | -------------- | ------------------------ | ------------------------------------------------------------------- | --- | --------- | --------------------------------------------------- | ------------------------------------------------- |
| Adair        | 001       | Stilwell       | 1907                     | Terres cherokee                                                     | Família Adair de la tribu cherokee. | 22.683    | 1.492 km²                                           | Mapa de l'estat destacant el comtat d'Adair       |
| Alfalfa      | 003       | Cherokee       | 1907                     | Comtat de Woods                                                     | William H. «Alfalfa Bill» Murray (1869–1956), novè Governador d'Oklahoma | 5.642     | 2.246 km²                                           | Mapa de l'estat destacant el comtat d'Alfalfa     |
| Atoka        | 005       | Atoka          | 1907                     | Terres choctaw                                                      | Capità Atoka, un choctaw molt notable | 14.182    | 2.533 km²                                           | Mapa de l'estat destacant el Comtat d'Atoka       |
| Beaver       | 007       | Beaver         | 1890                     | Setè comtat en crear-se                                             | El Riu Beaver | 5.636     | 4.698 km²                                           | Mapa de l'estat destacant el Comtat de Beaver     |
| McIntosh     | 009       | Sayre          | 1907                     | Partició dels Comtat de Greer i Roger Mills                         | J. C. W. Beckham (1869–1940), Governador de Kentucky | 22.119    | 2.336 km²                                           | Mapa de l'estat destacant el Comtat de Beckham    |
| Blaine       | 011       | Watonga        | 1890                     | Part de reserves xeiene i arapaho                                   | James G. Blaine (1830–1893), President de la Cambra de Representants dels Estats Units, Senador estatunidenc i Secretari d'Estat dels Estats Units                                                                       | 11.943    | 2.406 km²                                           | Mapa de l'estat destacant el Comtat de Blaine     |
| Bryan        | 013       | Durant         | 1907                     | Terres choctaw                                                      | William Jennings Bryan (1860–1925), Secretari d'Estat dels Estats Units i candidat a president dels Estats Units tres vegades                                                                                            | 42.416    | 2.354 km²                                           | Mapa de l'estat destacant el Comtat de Bryan      |
| Caddo        | 015       | Anadarko       | 1901                     | Territori amerindi nord-americà                                     | De la paraula nativa «Kaddi», significant vida o capità | 29.600    | 3.310 km²                                           | Mapa de l'estat destacant el Comtat de Caddo      |
| Canadian     | 017       | El Reno        | 1901                     | Formava part de reserves xeiene i arapaho                           | El riu Canadian | 115.541   | 2.331 km²                                           | Mapa de l'estat destacant el Comtat de Canadian   |
| Carter       | 019       | Ardmore        | 1907                     | Comtat de Pickens, nació chickasaw                                  | Una família rica de cognom Carter que vivia a Oklahoma | 47.557    | 2.134 km²                                           | Mapa de l'estat destacant el Comtat de Carter     |
| Cherokee     | 021       | Tahlequah      | 1907                     | Originalment territori cherokee                                     | Nació cherokee | 46.987    | 1.945 km²                                           | Mapa de l'estat destacant el Comtat de Cherokee   |
| Choctaw      | 023       | Hugo           | 1907                     | Territori choctaw                                                   | Territori choctaw | 15.205    | 2.005 km²                                           | Mapa de l'estat destacant el Comtat de Choctaw    |
| Cimarron     | 025       | Boise City     | 1907                     | Setè comtat en crear-se                                             | Riu Cimarron | 2.475     | 4.753 km²                                           | Mapa de l'estat destacant el Comtat de Cimarron   |
| Cleveland    | 027       | Norman         | 1890                     | n/d                                                                 | Grover Cleveland (1837–1908), President dels Estats Units dues vegades | 255.755   | 1.388 km²                                           | Mapa de l'estat destacant el Comtat de Cleveland  |
| Coal         | 029       | Coalgate       | 1907                     | Comtat de Tobucksy, Nació Choctaw                                   | Carbó (en anglès, coal), la indústria més important del comtat aleshores | 5.925     | 1.342 km²                                           | Mapa de l'estat destacant el Comtat de Coal       |
| Comanche     | 031       | Lawton         | 1907                     | Reserves kiowa, comanche i apatxe                                   | Del castellà «Camino Ancho», significant Camí Ample | 124.098   | 2.769 km²                                           | Mapa de l'estat destacant el Comtat de Comanche   |
| Cotton       | 033       | Walters        | 1912                     | Reserves quapaw, choctaw, chickasaw i comanche                      | La indústria més important del comtat, el cotó | 6.193     | 1.650 km²                                           | Mapa de l'estat destacant el Comtat de Cotton     |
| Craig        | 035       | Vinita         | 1907                     | Reserva cherokee                                                    | Granville Craig, un cherokee notablement important | 15.029    | 1.971 km²                                           | Mapa de l'estat destacant el Comtat de Craig      |
| Creek        | 037       | Sapulpa        | 1907                     | n/d                                                                 | Tribu creek | 69.967    | 2.476 km²                                           | Mapa de l'estat destacant el Comtat de Creek      |
| Custer       | 039       | Arapaho        | 1891                     | Reserva xeiene i arapaho                                            | George Armstrong Custer (1839–1876), comandant de la cavalleria de l'exèrcit estatunidenc | 27.469    | 2.556 km²                                           | Mapa de l'estat destacant el Comtat de Custer     |
| Delaware     | 041       | Jay            | 1907                     | n/d                                                                 | Districte de Delaware de l'antiga Nació Cherokee | 41.487    | 1.919 km²                                           | Mapa de l'estat destacant el Comtat de Delaware   |
| Dewey        | 043       | 1892           | Reserva xeiene i arapaho | Almirall George Dewey                                               | 4.810 | 2.590 km² | Mapa de l'estat destacant el Comtat de Dewey        |                                                   |
| Ellis        | 045       | Arnett         | 1907                     | Partició dels comtats de Roger Mills i Woodward                     | Albert H. Ellis, vicepresident de la Convenció Constitucional d'Oklahoma | 4.151     | 3.183 km²                                           | Mapa de l'estat destacant el Comtat d'Ellis       |
| Garfield     | 047       | Enid           | 1893                     | Territori cherokee                                                  | James Garfield (1831–1881), President dels Estats Units | 60.580    | 2.740 km²                                           | Mapa de l'estat destacant el Comtat de Garfield   |
| Garvin       | 049       | Pauls Valley   | 1907                     | Territori chickasaw                                                 | Samuel Garvin, un chickasaw notablement important | 27.576    | 2.095 km²                                           | Mapa de l'estat destacant el Comtat de Garvin     |
| Grady        | 051       | Chickasha      | 1907                     | n/d                                                                 | Henry W. Grady (1851–1889), editor del diari Atlanta Constitution | 52.431    | 2.852 km²                                           | Mapa de l'estat destacant el Comtat de Grady      |
| Grant        | 053       | Medford        | 1892                     | Comtat originalment anomenat "L"                                    | Ulysses S. Grant (1822–1885), President dels Estats Units | 4.527     | 2.593 km²                                           | Mapa de l'estat destacant el Comtat de Grant      |
| Greer        | 055       | Mangum         | 1896                     | Format a partir del Comtat de Greer (Texas)                         | John Alexander Greer, Tinent Governador de Texas | 6.239     | 1.655 km²                                           | Mapa de l'estat destacant el Comtat de Greer      |
| Harmon       | 057       | Hollis         | 1909                     | Format a partir del Comtat de Greer (Texas)                         | Judson Harmon (1846–1927), Fiscal General dels Estats Units i Governador d'Ohio | 2.922     | 1.393 km²                                           | Mapa de l'estat destacant el Comtat de Harmon     |
| Harper       | 059       | Buffalo        | 1893                     | n/d                                                                 | Oscar G. Harper, Secretari de la Convenció Constitucional d'Oklahoma | 3.685     | 2.691 km²                                           | Mapa de l'estat destacant el Comtat de Harper     |
| Haskell      | 061       | Stigler        | 1907                     | n/d                                                                 | Charles N. Haskell (1860–1933), primer Governador d'Oklahoma | 12.769    | 1.494 km²                                           | Mapa de l'estat destacant el Comtat de Haskell    |
| Hughes       | 063       | Holdenville    | 1907                     | n/d                                                                 | William C. Hughes, membre de la Convenció Contitucional d'Oklahoma | 14.003    | 2.090 km²                                           | Mapa de l'estat destacant el Comtat de Hughes     |
| Jackson      | 065       | Altus          | 1907                     | Comtat de Greer (Texas)                                             | Stonewall Jackson (1824–1863), general confederat durant la Guerra Civil Estatunidenca o Andrew Jackson (1767–1845), setè President dels Estats Units                                                                    | 26.446    | 2.080 km²                                           | Mapa de l'estat destacant el Comtat de Jackson    |
| Jefferson    | 067       | Waurika        | 1907                     | Partició des del Comtat de Comanche i la Nació chickasaw            | Thomas Jefferson (1743–1826), tercer President dels Estats Units | 6.472     | 1.966 km²                                           | Mapa de l'estat destacant el Comtat de Jefferson  |
| Johnston     | 069       | Tishomingo     | 1907                     | n/d                                                                 | Douglas H. Johnston, Governador de la Nació Chickasaw | 10.957    | 1.671 km²                                           | Mapa de l'estat destacant el Comtat de Johnston   |
| Kay          | 071       | Newkirk        | 1895                     | Territori cherokee                                                  | Originalment anomenat «Comtat K» | 46.562    | 2.380 km²                                           | Mapa de l'estat destacant el Comtat de Kay        |
| Kingfisher   | 073       | Kingfisher     | 1907                     | Territori no organitzat (no formava part de cap comtat)             | Per un ocell o per King David Fisher, un colonitzador de l'àrea | 15.034    | 2.339 km²                                           | Mapa de l'estat destacant el Comtat de Kingfisher |
| Kiowa        | 075       | Hobart         | 1901                     | Reserves naturals kiowa, comanxe i apatxe                           | Tribu nativa kiowa | 9.446     | 2.629 km²                                           | Mapa de l'estat destacant el Comtat de Kiowa      |
| Latimer      | 077       | Wilburton      | 1907                     | n/d                                                                 | James S. Latimer, membre de la Convenció Constitucional d'Oklahoma | 11.154    | 1.870 km²                                           | Mapa de l'estat destacant el Comtat de Latimer    |
| Le Flore     | 079       | Poteau         | 1907                     | Territori choctaw                                                   | Una família choctaw de descendència francesa | 50.384    | 4.108 km²                                           | Mapa de l'estat destacant el Comtat de Le Flore   |
| Lincoln      | 081       | Chandler       | 1891                     | n/d                                                                 | Abraham Lincoln, el setzè President dels Estats Units | 34.273    | 2.848 km²                                           | Mapa de l'estat destacant el Comtat de Lincoln    |
| Logan        | 083       | Guthrie        | 1891                     | n/d                                                                 | John Alexander Logan, general militar a la Guerra Civil Estatunidenca | 41.848    | 1.930 km²                                           | Mapa de l'estat destacant el Comtat de Logan      |
| Love         | 085       | Marietta       | 1907                     | n/d                                                                 | Overton Love, un chickasaw que fou jutge | 9.423     | 1.334 km²                                           | Mapa de l'estat destacant el Comtat de Love       |
| Major        | 093       | Fairview       | 1909                     | n/d                                                                 | John C. Major, un membre de la Convenció Constitucional d'Oklahoma | 7.527     | 2.479 km²                                           | Mapa de l'estat destacant el comtat de Major      |
| Marshall     | 095       | Madill         | 1907                     | n/d                                                                 | El cognom de la mare d'un membre de la Convenció Constitucional d'Oklahoma | 15.840    | 961 km²                                             | Mapa de l'estat destacant el comtat de Marshall   |
| Mayes        | 097       | Pryor          | 1907                     | n/d                                                                 | Líder cherokee Samuel Houston Mayes | 41.259    | 1.699 km²                                           | Mapa de l'estat destacant el comtat de Mayes      |
| McClain      | 087       | Purcell        | 1907                     | n/d                                                                 | Charles M. McClain, un membre de la Convenció Constitucional d'Oklahoma | 34.506    | 1.476 km²                                           | Mapa de l'estat destacant el comtat de McClain    |
| McCurtain    | 089       | Idabel         | 1907                     | n/d                                                                 | La família choctaw McCurtain | 33.151    | 4.797 km²                                           | Mapa de l'estat destacant el comtat de McCurtain  |
| McIntosh     | 091       | Eufaula        | 1907                     | n/d                                                                 | Família creek McIntosh | 20.252    | 1.606 km²                                           | Mapa de l'estat destacant el comtat de McIntosh   |
| Murray       | 099       | Sulphur        | 1907                     | n/d                                                                 | William H. «Alfalfa Bill» Murray (1869–1956), novè Governador d'Oklahoma | 13.488    | 1.083 km²                                           | Mapa de l'estat destacant el comtat de Murray     |
| Muskogee     | 101       | Muskogee       | 1907                     | n/d                                                                 | Tribu nativa muskogee | 70.990    | 2.108 km²                                           | Mapa de l'estat destacant el comtat de Muskogee   |
| Noble        | 103       | Perry          | 1897                     | n/d                                                                 | John W. Noble, Secretari d'Interior dels Estats Units | 11.561    | 1.896 km²                                           | Mapa de l'estat destacant el comtat de Noble      |
| Nowata       | 105       | Nowata         | 1907                     | n/d                                                                 | El poble de Nowata. El seu origen no és clar, però hi ha dues teories, una és que a l'estació de trens hi deia noweta (lenape per benvinguts) i una altra és que és una corrupció de no water que va ser escrit no wata. | 10.536    | 1.463 km²                                           | Mapa de l'estat destacant el comtat de Nowata     |
| Okfuskee     | 107       | Okemah         | 1907                     | n/d                                                                 | Poble creek al Comtat de Cleburne (Alabama) | 12.191    | 1.619 km²                                           | Mapa de l'estat destacant el Comtat d'Okfuskee    |
| Oklahoma     | 109       | Oklahoma City  | 1891                     | n/d                                                                 | Dos paraules choctaw, okla i humma, significant gent i vermell | 718.633   | 1.836 km²                                           | Mapa de l'estat destacant el Comtat d'Oklahoma    |
| Okmulgee     | 111       | Okmulgee       | 1907                     | n/d                                                                 | Paraula creek significant aigua bullent | 40.069    | 1.805 km²                                           | Mapa de l'estat destacant el Comtat d'Okmulgee    |
| Osage        | 113       | Pawhuska       | 1907                     | n/d                                                                 | Territori osage | 47.472    | 5.830 km²                                           | Mapa de l'estat destacant el Comtat d'Osage       |
| Ottawa       | 115       | Miami          | 1907                     | n/d                                                                 | Tribu nativa ottawa | 31.848    | Mapa de l'estat destacant el Comtat d'Ottawa        |                                                   |
| Pawnee       | 117       | Pawnee         | 1897                     | n/d                                                                 | Tribu nativa pawnee | 16.577    | Mapa de l'estat destacant el Comtat de Pawnee       |                                                   |
| Payne        | 119       | Stillwater     | 1890                     | n/d                                                                 | David L. Payne | 77.350    | Mapa de l'estat destacant el Comtat de Payne        |                                                   |
| Pittsburg    | 121       | McAlester      | 1907                     | n/d                                                                 | Nomenat per Pittsburgh (Pennsilvània) | 45.837    | 3.383 km²                                           | Mapa de l'estat destacant el Comtat de Pittsburg  |
| Pontotoc     | 123       | Ada            | 1907                     | n/d                                                                 | Pontotoc significa cues de gat creixent al prat en llengua chickasaw | 37.492    | Mapa de l'estat destacant el Comtat de Pontotoc     |                                                   |
| Pottawatomie | 125       | Shawnee        | 1891                     | n/d                                                                 | Tribu nativa potawatomi | 69.442    | Mapa de l'estat destacant el Comtat de Pottawatomie |                                                   |
| Pushmataha   | 127       | Antlers        | 1907                     | n/d                                                                 | Districte Pushmataha de la Nació Choctaw | 11.572    | Mapa de l'estat destacant el Comtat de Pushmataha   |                                                   |
| Roger Mills  | 129       | Cheyenne       | 1895                     | n/d                                                                 | Senador estatunidenc Roger Q. Mills | 3.647     | Mapa de l'estat destacant el Comtat de Roger Mills  |                                                   |
| Rogers       | 131       | Claremore      | 1907                     | n/d                                                                 | Clement V. Rogers, membre de la Convenció Constitucional d'Oklahoma i pare de Will Rogers | 86.905    | Mapa de l'estat destacant el Comtat de Rogers       |                                                   |
| Seminole     | 133       | Wewoka         | 1907                     | n/d                                                                 | Tribu nativa seminola | 25.482    | Mapa de l'estat destacant el Comtat de Seminole     |                                                   |
| Sequoyah     | 135       | Sallisaw       | 1907                     | n/d                                                                 | Líder cherokee Sequoyah | 42.391    | Mapa de l'estat destacant el Comtat de Sequoyah     |                                                   |
| Stephens     | 137       | Duncan         | 1907                     | n/d                                                                 | John H. Stephens, membre del congrés i advocat de l'estat d'Oklahoma | 45.048    | Mapa de l'estat destacant el Comtat de Stephens     |                                                   |
| Texas        | 139       | Guymon         | 1907                     | Formava part de Seventh County (setè comtat de l'estat en crear-se) | L'estat que fa frontera amb el comtat al sud, Texas | 20.640    | Mapa de l'estat destacant el Comtat de Texas        |                                                   |
| Tillman      | 141       | Frederick      | 1907                     | n/d                                                                 | Senador estatunidenc Benjamin Tillman de Carolina del Sud | 7.992     | Mapa de l'estat destacant el Comtat de Tillman      |                                                   |
| Tulsa        | 143       | Tulsa          | 1907                     | n/d                                                                 | La ciutat de Tulsa, que originalment formava part de la Nació Creek | 603.403   | Mapa de l'estat destacant el Comtat de Tulsa        |                                                   |
| Wagoner      | 145       | Wagoner        | 1907                     | n/d                                                                 | La ciutat de Wagoner | 73.085    | Mapa de l'estat destacant el Comtat de Wagoner      |                                                   |
| Washington   | 147       | Bartlesville   | 1907                     | n/d                                                                 | Primer President dels Estats Units, George Washington | 50.976    | Mapa de l'estat destacant el Comtat de Washington   |                                                   |
| Washita      | 149       | New Cordell    | 1897                     | n/d                                                                 | Riu Washita | 11.629    | Mapa de l'estat destacant el Comtat de Washita      |                                                   |
| Woods        | 151       | Alva           | 1893                     | n/d                                                                 | Populista de Kansas Sam Wood | 8.878     | Mapa de l'estat destacant el Comtat de Woods        |                                                   |
| Woodward     | 153       | Woodward       | 1907                     | n/d                                                                 | Director d'una companyia de trens, B. W. Woodward | 20.081    | Mapa de l'estat destacant el Comtat de Woodward     |                                                   |